# Donyazad Hakem
Donyazad Hakem est une nageuse algérienne.

## Carrière
Aux Jeux africains de 1978 à Alger, Donyazad Hakem est médaillée de bronze du 100 mètres brasse.